# Gonatodes ceciliae
Espèce
Statut de conservation UICN

 LC  : Préoccupation mineure
Gonatodes ceciliae est une espèce de geckos de la famille des Sphaerodactylidae.

## Répartition
Cette espèce est présente sur l'île de Trinité (Trinité-et-Tobago) et au Venezuela. On la trouve du niveau de la mer jusqu'à 900 m d'altitude.

## Description
Ce gecko a un aspect relativement massif, avec une queue longue et fine et des pattes épaisses. Le corps est gris-orangé, avec des écailles petites et apparentes. La tête est orange, avec des points beiges bordés de noir. On trouve également des points orange et noirs sur les flanc.

## Étymologie
Cette espèce est nommée en l'honneur de Cecilia Donoso-Barros, la fille de Roberto Donoso-Barros.

## Publication originale
- Donoso-Barros, 1966 : Dos nuevos Gonatodes de Venezuela. Publicaciones ocasionales, Museo Nacional de Historia Natural, Santiago de Chile, vol. 11, p. 1-32.